# Jack Ma
Mǎ Yún (em chinês:  马云; Hancheu, 10 de setembro de 1964), mais conhecido pelo pseudônimo Jack Ma, é um empresário, investidor e filantropo chinês. É o cofundador e presidente executivo do Alibaba Group, um conglomerado de tecnologia multinacional.
É considerado um dos homens mais ricos do mundo com uma fortuna de mais de 56 bilhões de dólares e visto também como um embaixador global para os negócios chineses e, como tal, frequentemente listado como uma das pessoas mais poderosas do mundo pela Forbes.

## Biografia
Pouco se sabe de sua vida pessoal, mas segundo a Forbes ele chegou a ser professor de inglês antes de fundar o Alibaba. Segundo a publicação também, ele é casado, mora em Hangzhou e é formado Artes e Ciências pelo Hangzhou Teacher's Institute.

## Destaques
- 20º homem mais rico do mundo, com uma fortuna de 58,4 bi (Forbes, 2021)[3]
- 25º homem mais rico do mundo, com uma fortuna de 50,6 bi (Bloomberg, 2020)[4]
- 1º mais rico da China (Forbes, 2020)[5]
- 21ª pessoa mais poderosa do mundo (Forbes, 2018)[2][6]
- 10º homem de negócios mais importante (Fortune0214)[7]

## Atritos com o Partido Comunista Chinês
Apesar de em novembro de 2018 o chinês Diário do Povo ter identificado Ma como membro do Partido Comunista da China, algo que surpreendeu os observadores estrangeiros, Ma teve um atrito com o governo em meados de 2020, após criticar o sistema regulatório do país. Então acionista de uma fintech, a Ant Group, que os analistas acreditavam ameaçar os bancos estatais chineses e também por ele ser uma pessoa influente no país, o que poderia ameaçar o poder do partido e do presidente Xi Jinping, Ma chegou a ser declarado "desaparecido" pela imprensa americana no início de 2021 após não ser visto em público por dois meses. Ainda segundo a imprensa americana, os atritos fizeram com que suas empresas, a Alibaba e a fintech Ant Group, sofressem intervenção estatal. Ma supostamente teria perdido 11 bilhões de sua fortuna.